# 完全星形二十面體
在幾何學中，完全星形二十面體（英語：或complete stellation of the icosahedron）、:30–31:65完全二十面體（日語：かんぜんにじゅうめんたい）或針鼴二十面體是一種星形二十面體。它是星形二十面體的最外層，也因為包括星形二十面體的所有胞，因此是“完全”和“最後”的星形二十面體。溫尼爾在他的書中列出的各種星形多面體模型中，也包含了完全星形二十面體，並給予編號W42。其也收錄於哈羅德·斯科特·麥克唐納·考克斯特的書《五十九種二十面體》中，編號為8。

完全星形二十面體

幾何形狀上，完全星形二十面體有兩種形式，其在外觀上無法區別：
- 一種是非正的星形（自相交）多面體，由二十個九角星（邊自相交九邊形）、90條邊和60個頂點組成。
- 另一種是由180個三角形組成的簡單多面體，其中包含60個等腰三角形、120個不等邊三角形、270條邊和92個頂點。以這種多面體結構來建構完全星形二十面體的模型會比較容易。

## 歷史
關於星形二十面體的研究最早可以追朔到1619年出版的《世界的和諧》中，约翰内斯·开普勒已針對二十面體的星形化體進行了一些研究，當中列出了屬於正多面體的大星形十二面體與小星形十二面體。1809年路易斯·龐索重新發現了开普勒先前發現的星形二十面體並另外發現了兩個星形多面體：大二十面體與大十二面體，因此這四個立體現今合稱為克卜勒－龐索立體。1812年奧古斯丁-路易·柯西進一步列舉了星形多面體並證明星形正多面體只有4個。:259而到了1900年馬克斯·布呂克納，將星形多面體推廣到了不限於正多面體的情況，並列出了十種星形二十面體，當中包括了完全星形二十面體。1924年由學者A.H. Wheeler發表的著作中列舉的20種星形二十面體（其共列舉了22種，但有些互為鏡像）中亦包含了完全星形二十面體。1938年，哈羅德·斯科特·麥克唐納·考克斯特、帕特里克·杜·瓦爾、H·T·夫雷勒和J·F·皮特里在其著作《五十九種二十面體》中為正二十面體的星形化體提供了一個系統性的規則，並列出了59種符合規則的星形二十面體，完全星形二十面體在本書中被稱為第八星形二十面體。1974年，溫尼爾亦在其著作《多面體模型》中收錄、編號並描述了完全星形二十面體，其將完全星形二十面體編號為W42。
| 馬克斯·布呂克納的 完全星形二十面體模型 | 針鼴 |

1995年，完全星形二十面體被收錄於Netlib函式庫的多面體資料庫中，並命名為針鼴二十面體（echidnahedron），其因外型類似於蜷縮成球的針鼴而得名（針鼴是一種全身覆蓋著粗糙的毛髮和刺的小型哺乳動物，當其遇到危險時會捲成球狀保護自己）。關於完全星形二十面體的對偶多面體較少有文獻專門探討，僅有2000年時，英奇博德·蓋在其著作中描述了其面的組成，對於其更詳細的性質尚未被有效地探討及解決。

## 性質

### 作為正二十面體的星形化體
將正二十面體的原有的面延伸成無窮平面，並由其向外延伸的相交點構成的立體稱為正二十面體的星形化體，或簡稱為星形二十面體。書籍《五十九種二十面體》為正二十面體的星形化體提供了一個系統性的規則，並根據其規則給予了一套表示系統，稱為杜瓦表示法。其列舉了正二十面體向外延伸後有可能相交出的面，稱為星形二十面體的胞。杜瓦表示法主要以星形二十面體所佔據的胞來命名。完全星形二十面體正好佔據了最外層「h」層的所有胞，因此完全星形二十面體在杜瓦表示法中可以用H來表示。

### 作為一個簡單多面體

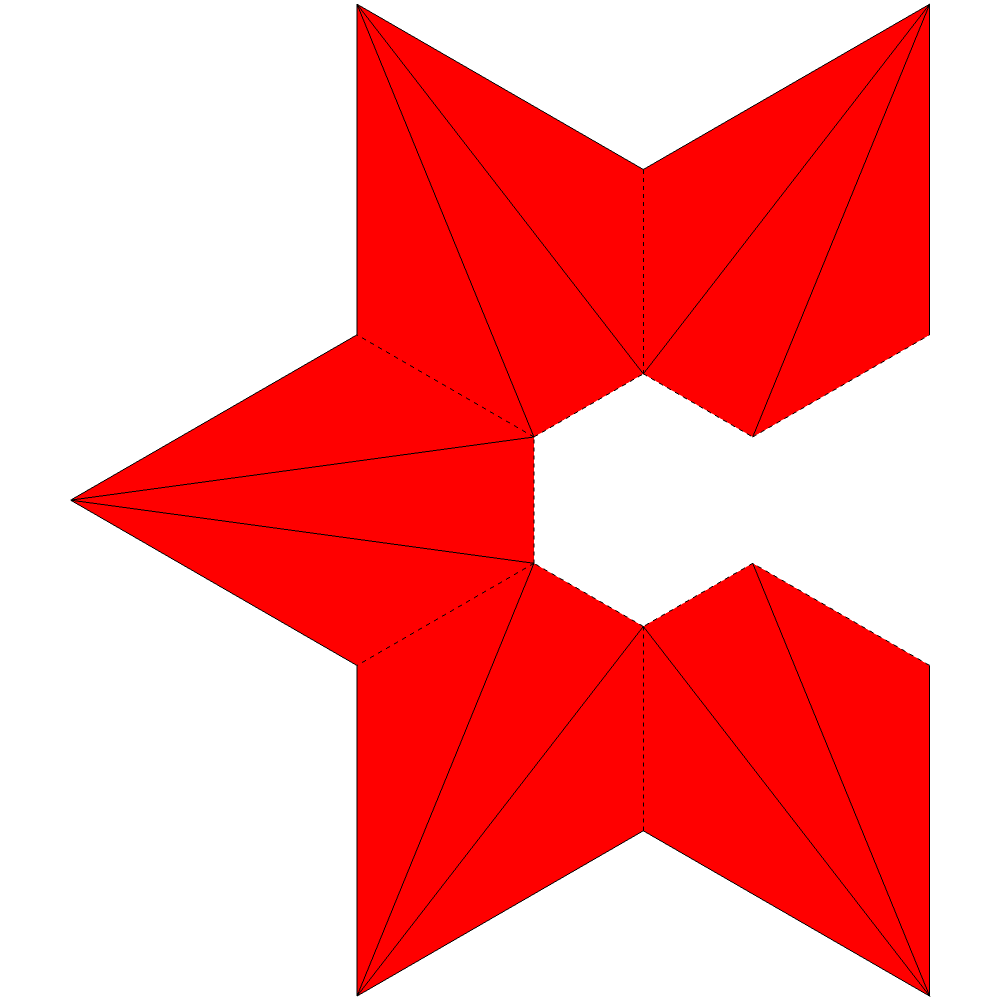
完全星形二十面體的多面體模型可以由12個上圖中的面組來構成，每組面折成五個錐體

簡單多面體是指這個多面體中的面不會與同一個多面體的另一個面相交的多面體。若完全星形二十面體要成為一個簡單多面體，則需要在這多面體中相交的面上放置新的頂點和邊，並將原本的九角星面分割成9個三角形面。這樣的多面體共有180個面、270條邊和92個頂點，且歐拉示性數為2。
其92個頂點分別位於3個同心的球面上。最內層有20個頂點，來自一個正十二面體；中間那層有12頂點，來自一個正二十面體；最外層的60個頂點來自一個不均勻的截角二十面體。這三層的半徑比為：
{\displaystyle {\sqrt {{\frac {3}{2}}\left(3+{\sqrt {5}}\right)}}\,:\,{\sqrt {{\frac {1}{2}}\left(25+11{\sqrt {5}}\right)}}\,:\,{\sqrt {{\frac {1}{2}}\left(97+43{\sqrt {5}}\right)}}\,}
| 內層       | 中層       | 外層               | 全部             |
| 20個頂點   | 12個頂點   | 60個頂點           | 92個頂點         |
| ---------- | ---------- | ------------------ | ---------------- |
| 正十二面體 | 正二十面體 | 不均勻截角二十面體 | 完全星形二十面體 |

在上述條件下將完全星形二十面體重建成面不會自我相交的三維立體結構後，其邊長將變為{\displaystyle a}、{\displaystyle a\varphi }、{\displaystyle a\varphi ^{2}}與{\displaystyle a\varphi ^{2}{\sqrt {2}}}（其中{\displaystyle \varphi }為黃金比例）。而上述3個分層（內層正十二面體、中層正二十面體、外層不均勻截角二十面體）分別的外接球半徑（內層{\displaystyle R_{12}}、中層{\displaystyle R_{20}}、外層{\displaystyle R_{60}}）為：
{\displaystyle R_{12}={\sqrt {\frac {3\left(3+{\sqrt {5}}\right)}{2}}}\,a}
{\displaystyle R_{20}={\sqrt {\frac {25+11{\sqrt {5}}}{2}}}\,a}
{\displaystyle R_{60}={\sqrt {\frac {97+43{\sqrt {5}}}{2}}}\,a}
其表面積{\displaystyle S}和體積{\displaystyle V}為：
{\displaystyle S={\frac {1}{20}}(13211+{\sqrt {174306161}})a^{2}\,}
{\displaystyle V=(210+90{\sqrt {5}})a^{3}\,}

### 作為一個星形多面體
當完全星形二十面體作為一個星形多面體時，其是一個面自我相交的非凸多面體，共有20面、90個邊和60個頂點。其每個面都是與施萊夫利符號為 {9/4} 的九角星相近的形狀。
| 20個與施萊夫利符號為 {9/4} 的九角星形狀相近的面 將其中一個以黃色表示 | 完全星形二十面體中九角星面的形狀 |

#### 面的組成
完全星形二十面體由20個九角星面組成，由於完全星形二十面體的面有跟其他的面相交的性質，因此，會導致面有部分隱沒在圖形內部，如下圖，露在外面的部份以藍色表示、隱沒於形狀內部的部分以白色表示，黑線為與其他面的交線。

### 構造方式
完全星形二十面體可由其九角星面構造，構造方式為以其對應星狀圖的中心胞之正三角形建構一個正二十面體，並透過該正二十面體邊旋轉九角星面構造完全星形二十面體中的一半面數，剩餘部分可透過將前面完成的部分以中心點對稱方式來完成整個完全星形二十面體的構造。

## 對偶多面體

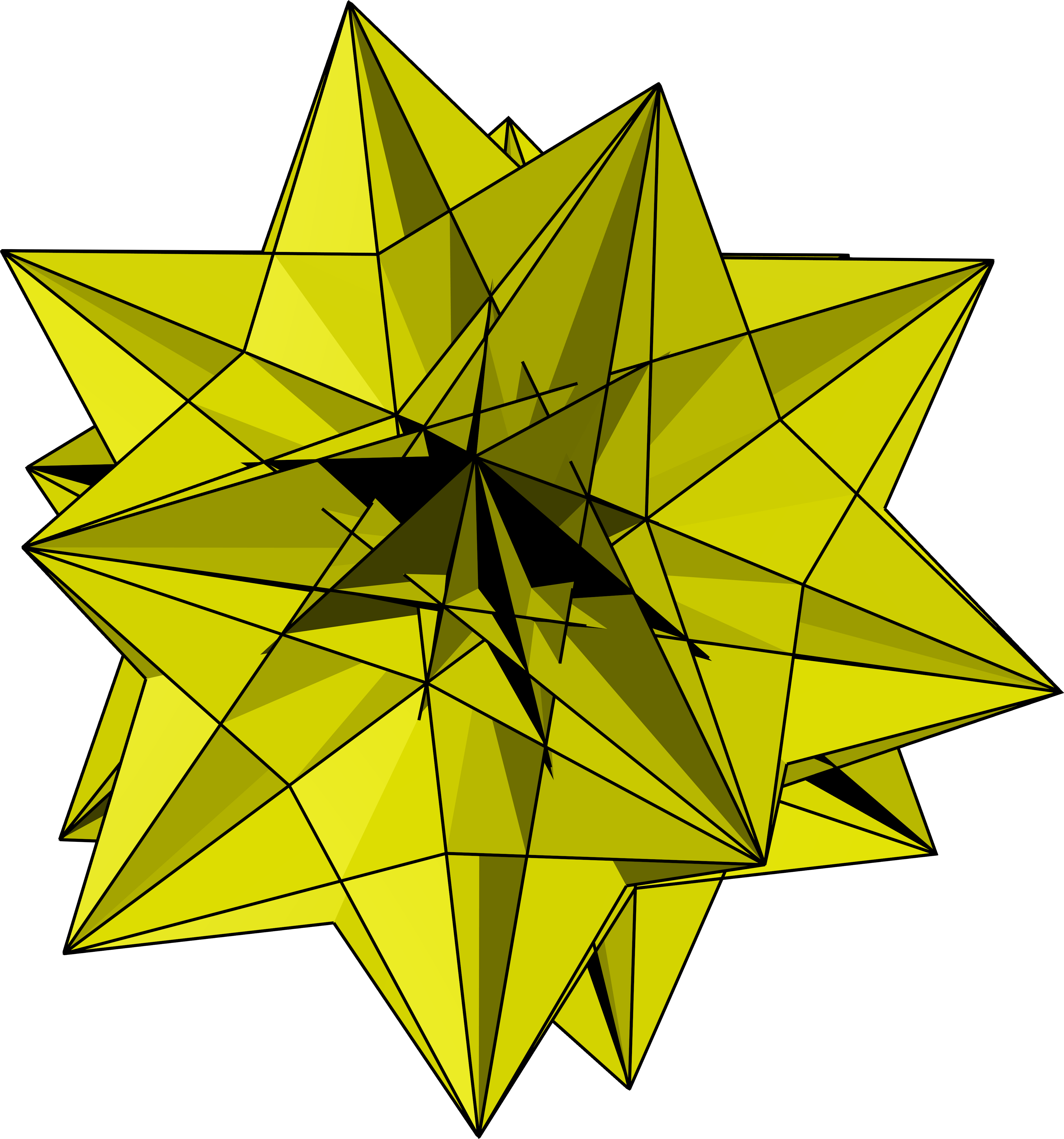
大稀有三角六十面體

完全星形二十面體的對偶多面體又稱為大稀有三角六十面體（great noble triangular hexecontahedron）由60個面、90條邊和20個頂點所組成，其中60個面都是等腰三角形，且每個頂點都是9個等腰三角形的公共頂點。完全星形二十面體的對偶多面體組成的頂點排列方式與正十二面體相同，但頂點間的相連關係與正十二面體不同，因此其可以視為是正十二面體的一種刻面結果。

## 外部連結
- 埃里克·韦斯坦因. . MathWorld.